# 桂小南 (3代目)
3代目 桂 小南（かつら こなん、1961年10月20日 - ）は、埼玉県春日部市出身の落語家。本名∶山崎 徳美。落語芸術協会理事。出囃子は『野崎』。父は紙切師の2代目林家正楽、弟は同じく紙切師の林家二楽。

## 経歴
弟で紙切り芸人の林家二楽によると、2代目林家正楽の長男である小南は、元々は紙切り芸人の跡継ぎとしてその技を教わっていた。また、正楽の指示で寄席の空気感に慣れるために、幼い頃から寄席に出入りしていた。ところが、寄席に出入りするうちに落語に傾倒するようになり、父の期待とは裏腹に落語家を目指すようになった。
1980年4月、2代目桂小南に入門。前座名は南らく。1984年8月、二ツ目に昇進し南楽に改名。
1993年5月、3代目桂小文治、春風亭柳桜とともに真打昇進。小南治に改名。
2010年、第65回芸術祭賞優秀賞受賞。2017年9月、師匠の名跡である『桂小南』を3代目として襲名。定席での襲名公演に先立って襲名披露パーティーを京王プラザホテルで開催した。

## 主な演目
古典を中心に師匠・2代目小南譲りのネタが多く、上方ネタ『鼻ねじ』などの珍しいネタも演じる。

## 人物
落語芸術協会の俳句同人「駄句だく会」に入っている。三遊亭五九楽は春日部市立武里小学校で同級生だった。

## 著書
- 父ちゃんは2代目紙切り正楽（2000年、うなぎ書房）

弟・林家二楽との共著。

## CD・DVD
- 桂小南治（2012年、テイチクエンタテインメント）

第65回芸術祭賞優秀賞受賞記念。『そば清』『甲府い』を収録。
- 三代目 桂小南（2018年、テイチクエンタテインメント）

3代目桂小南襲名記念。『菜刀息子』『ハワイの雪』を収録。

## 弟子

### 二ツ目
- 桂南楽
- 桂南馬
- 桂南海